# Wilhelm Malte I.
Wilhelm Malte I., Fürst zu Putbus (* 1. august 1783 i Putbus; † 26. September 1854 Putbus) var en tysk Fyrste fra den gamle slaviske-rügenske adelslægt Podebusk. Han fungerede som svensk guvernør i Pommern og senere, under det preussiske herredømme, som formand for Pommern og Rügens kommunale landdag.
Gennem omfattende byggeaktiviteter i den klassiske stil i den første halvdel af det 19. århundrede efterlod Wilhelm Malte I. mange spor på øen Rügen. I 1810 grundlagde han sit fyrstelige residens Putbus og drev en bevidst tilflytterpolitik for byen, der 150 år senere fik byretten.

## Liv
Wilhelm Malte blev født som søn af den svenske hofmarskal grev Malte Friedrich von Putbus og hans hustru Sophie Wilhelmine, da Rügen på grund af Trediveårskrigen endnu hørte til Sverige, som en del af Svensk Forpommern. Han var kun tre år gammel, da hans far døde og dermed arvede marskalværdigheden. Efter studierne ved universiteterne Greifswalds Universitet og Georg-August-Universität Göttingen trådte han den 21. juli 1800 i svensk tjeneste ved den svenske livgarde i Stockholm.